# Leeds United AFC säsongen 2014/2015
Ligasäsongen 2014/2015 spelade Leeds United i Championship för femte säsongen i följd, vilket innebar att laget spelade i den andra divisionen av det engelska ligasystemet. Det var dessutom elfte året i följd som laget spelade utanför den högsta divisionen vilket är den sämsta perioden i klubbens historia. Den nye majoritetsägaren, Massimo Cellino, genom sitt bolag Eleanora Sport, ägde 75% av aktiekapitalet. GFH Capital, ägde de resterande 25% och hade ordförandeposten genom Salah Nooruddin. Ny huvudtränare i klubben var Neil Redfearn.

## Säsongssummering 2014/2015

### Maj 2014
Den 16 maj meddelade klubben att de inte kommer att förlänga kontrakten med sju spelare i a-lagstruppen vars kontrakt gått ut. De sju är Jamie Ashdown, Michael Brown, El-Hadji Diouf, Adam Drury, Paul Green, Danny Pugh och Luke Varney. Klubben har utnyttjat en option att förlänga kontrakten med Alex Cairns och Afolabi Coker. På ungdomssidan har Charlie Taylor och Ross Killock erbjudits nya kontrakt medan kontrakten för Simon Lenighan, Nathan Turner, Lewis Turner, Richard Bryan, Smith Tiesse och Gboly Ariyibi inte förnyades.

### Juli 2014
I början av juli presenterade klubbens sina första nyförvärv i form av målvakterna Marco Silvestri och Stuart Taylor, mittfältaren Tommaso Bianchi samt anfallaren Souleymane Doukara.

### Augusti 2014
Den 28 augusti meddelade klubben att huvudtränaren David Hockaday fick lämna klubben på grund av en serie dåliga resultat.

### September 2014
Den 23 september meddelade klubben att Darko Milanic har utsetts till ny huvudtränare i klubben. Den 25 oktober meddelade klubben att han blivit avskedad på grund av uteblivna resultat. 

### December 2014
Den 1 december meddelade ligaföreningen att Massimo Cellino inte uppfyller dess krav på ligaklubbägare och därmed diskvalificerats. Han måste därmed avsäga sig ägarskapet av Leeds United.

## Match och spelarstatistik 2014/2015

### Spelartruppen 2014/2015
Matchstatistiken innefattar A-lagsmatcher för Leeds till och med säsongen 2013/2014.
| N  | P  | Nat.                | Namn               | Ålder | Sedan         | Matcher | Mål | Slutar | Övergångssumma | Noter                |
| -- | -- | ------------------- | ------------------ | ----- | ------------- | ------- | --- | ------ | -------------- | -------------------- |
| 1  | MV | Italien             | Marco Silvestri    | 34    | 2014          | 0       | 0   | 2018   | £450,000       | BBCnews              |
| 2  | F  | England             | Samuel Byram       | 31    | 2012 (Vinter) | 80      | 4   | 2016   | Ungdomssystem  | BBCnews              |
| 3  | F  | England             | Stephen Warnock    | 43    | 2013 (Vinter) | 45      | 2   | 2015   | Free           | BBCnews              |
| 4  | MF | Jamaica             | Rodolph Austin     | 28    | 2012          | 82      | 7   | 2015   | £300,000       | BBC news             |
| 5  | F  | Italien             | Giuseppe Bellusci  | 35    | 2014          | 0       | 0   | 2018   | £1,600,000     |                      |
| 6  | F  | England             | Jason Pearce       | 26    | 2012          | 90      | 2   | 2016   | £500,000       | BBC news             |
| 7  | MF | England             | Luke Murphy        | 24    | 2013          | 40      | 3   | 2016   | £1,000,000     | BBCnews              |
| 8  | A  | England             | Billy Sharp        | 39    | 2014          | 0       | 0   | 2016   | £600,000       |                      |
| 9  | A  | Brasilien           | Adryan Tavares     | 30    | 2014          | 0       | 0   | 2015   | Lån            | På lån från Flamengo |
| 10 | A  | Irland              | Noel Hunt          | 31    | 2013          | 20      | 0   | 2015   | Free           | BBCnews              |
| 11 | MF | Irland · England    | Aidan White        | 22    | 2008          | 110     | 2   | 2015   | Ungdomssystem  | LUFC news            |
| 12 | F  | Italien · Schweiz   | Gaetano Berardi    | 36    | 2014          | 0       | 0   | 2016   | Okänd          |                      |
| 13 | MV | England             | Stuart Taylor      | 44    | 2014          | 0       | 0   | 2015   | Free           |                      |
| 14 | MF | Italien             | Tommaso Bianchi    | 36    | 2014          | 0       | 0   | 2018   | Okänd          |                      |
| 15 | F  | England             | Scott Wootton      | 22    | 2013          | 23      | 1   | 2016   | £1,000,000     | LUFC news            |
| 16 | A  | Nigeria · England   | Nicky Ajose        | 33    | 2014          | 0       | 0   | 2017   | £150,000       |                      |
| 18 | MF | England             | Michael Tonge      | 31    | 2012          | 64      | 5   | 2015   | £200,000       | BBCnews              |
| 19 | A  | Wales · England     | Steve Morison      | 30    | 2013 (Vinter) | 16      | 3   | 2016   | Byte           | LUFC news            |
| 20 | MF | England             | David Norris       | 33    | 2012          | 35      | 4   | 2015   | Free           | BBCnews              |
| 21 | F  | England             | Charlie Taylor     | 20    | 2011          | 4       | 0   | 2014   | Ungdomssystem  | LUFC news            |
| 22 | MF | England             | Zac Thompson       | 21    | 2011 (Vinter) | 12      | 0   | 2015   | Free           | BBC news             |
| 23 | MF | England             | Lewis Cook         | 28    | 2014          | 0       | 0   | 2016   | Ungdomssystem  |                      |
| 24 | MF | Wales · England     | Chris Dawson       | 19    | 2012          | 1       | 0   | 2016   | Ungdomssystem  | LUFC news            |
| 25 | F  | England             | Ross Killock       | 19    | 2012          | 0       | 0   | 2014   | Ungdomssystem  |                      |
| 26 | A  | Paraguay            | Brian Montenegro   | 31    | 2014          | 0       | 0   | 2015   | Lån            | På lån från Nacional |
| 27 | MF | England             | Alex Mowatt        | 19    | 2013          | 31      | 1   | 2017   | Ungdomssystem  | BBCnews              |
| 28 | A  | England             | Lewis Walters      | 19    | 2013          | 0       | 0   | 2015   | Ungdomssystem  |                      |
| 29 | A  | Senegal · Frankrike | Souleymane Doukara | 33    | 2014          | 0       | 0   | 2015   | Lån            | På lån från Catania  |
| 30 | MV | England             | Alex Cairns        | 21    | 2011          | 1       | 0   | 2014   | Ungdomssystem  | BBCnews              |
| 31 | MF | Slovenien           | Žan Benedičič      | 29    | 2014          | 0       | 0   | 2015   | Lån            | På lån från AC Milan |
| 32 | F  | Skottland · England | Liam Cooper        | 33    | 2014          | 0       | 0   | 2017   | £800,000       |                      |
| 33 | MF | Danmark             | Casper Sloth       | 32    | 2014          | 0       | 0   | 2017   | £600,000       |                      |
| 34 | A  | Italien             | Mirco Antenucci    | 40    | 2014          | 7       | 2   | 2016   | £440,000       |                      |
| 35 | F  | Italien             | Dario Del Fabro    | 29    | 2014          | 0       | 0   | 2015   | Lån            | På lån från Cagliari |
| 36 | MF | England             | Alex Purver        | 29    | 2014          | 0       | 0   | 2015   | Ungdomssystem  |                      |

Senast uppdaterad: 1 okt 2014
Källa: http://www.leedsunited.com/match-all-players
Sorterad efter Tröj nummer.

Ovanstående tröjnummer (Nr) är de av klubben aviserade inför säsongstarten. Övrig spelarstatistik innefattar enbart tävlingsmatcher i ligan (inklusive slutspel), FA-cupen, Ligacupen och Football League Trophy för Leeds och är uppdaterad till och med 3 maj 2014 (det vill säga, sista matchen från senaste säsong). Landslagsmeriter = innefattar enbart den högsta nivå spelaren representerat sitt land. Matcher = det totala antal matcher som spelaren medverkat i dvs spelat från start eller blivit inbytt. Mål innefattar mål i samtliga turneringar. Fri = spelaren var en Free agent, Lån = spelaren har temporärt lånats in från en annan klubb, Ungdom= spelare som avancerat från klubbens egen ungdomsverksamhet. Positioner: A = Anfallsspelare, MV = Fotbollsmålvakt, MF = Mittfältare, F = Försvarsspelare.

1Pugh spelade 50 matcher och gjorde 6 mål under sin första sejour i klubben

## Spelartransaktioner inför och under säsongen 2014/2015

### Nya spelare som köpts eller kontrakteras inför eller under säsongen
| N  | P  | Nat.                | Name               | Ålder | EU | Flyttar från        | Typ        | Transfer fönster | Slutar | Övergångs summa | Källa  |
| -- | -- | ------------------- | ------------------ | ----- | -- | ------------------- | ---------- | ---------------- | ------ | --------------- | ------ |
| —  | MV | England             | Stuart Taylor      | 33    | EU | Reading             | {{{type}}} | Sommar           | 2015   | Mall:Free       | [ 24 ] |
| —  | MV | Italien             | Marco Silvestri    | 23    | EU | ChievoVerona        | {{{type}}} | Sommar           | 2018   | £450,000        | [ 25 ] |
| —  | MF | Italien             | Tommaso Bianchi    | 25    | EU | Sassuolo            | {{{type}}} | Sommar           | 2018   | Free            | [ 26 ] |
| 12 | F  | Italien · Schweiz   | Gaetano Berardi    | 25    | EU | Sampdoria           | {{{type}}} | Sommar           | 2016   | Ej offentlig    | [ 27 ] |
| —  | A  | Nigeria · England   | Nicky Ajose        | 22    | EU | Peterborough United | {{{type}}} | Sommar           | 2017   | £150,000        | [ 28 ] |
| 8  | A  | England             | Billy Sharp        | 28    | EU | Southampton         | {{{type}}} | Sommar           | 2016   | £ 600,000       | [ 29 ] |
| 32 | F  | Skottland · England | Liam Cooper        | 22    | EU | Chesterfield        | {{{type}}} | Sommar           | 2017   | £ 800,000       | [ 30 ] |
| 34 | A  | Italien             | Mirco Antenucci    | 29    | EU | Ternana             | {{{type}}} | Sommar           | 2016   | £ 440,000       | [ 31 ] |
| 5  | F  | Italien             | Giuseppe Bellusci  | 25    | EU | Catania             | {{{type}}} | Sommar           | 2018   | £1,600,000      | [ 32 ] |
| 33 | MF | Danmark             | Casper Sloth       | 22    | EU | AGF Aarhus          | {{{type}}} | Sommar           | 2017   | £600,000        | [ 33 ] |
| 29 | A  | Frankrike · Senegal | Souleymane Doukara | 22    | EU | Catania             | {{{type}}} | Sommar           | 2017   | £1,500,000      | [ 34 ] |

### Spelare som lånades IN under säsongen
| Namn               | Nat                 | Pos | Nr | Ålder | Från     | Fr.o.m      | T.o.m.   | Källa/Notering |
| ------------------ | ------------------- | --- | -- | ----- | -------- | ----------- | -------- | --- |
| Souleymane Doukara | Frankrike · Senegal | A   | 9  | 33    | Catania  | 12 jul 2014 | maj 2015 | ”LUFCnews” (på engelska). www.leedsunited.com. 12 juli 2014. http://www.leedsunited.com/news/article/1qns5ppasnp8d1pxbbha6gde7c/title/striker-joins-on-loan.           |
| Žan Benedičič      | Slovenien           | MF  | -  | 29    | AC Milan | 4 aug 2014  | maj 2015 | ”LUFCnews” (på engelska). www.leedsunited.com. 4 augusti 2014. http://www.leedsunited.com/news/article/1cc0802wemv3p1gpdtja7juwla/title/benedicic-signs-up-for-season. |

## Säsongens matchfakta

### Resultat och position per speldag
| Omgång    | 1  | 2  | 3  | 4  | 5  | 6  | 7  | 8  | 9  | 10 | 11 | 12 | 13 | 14 | 15 | 16 | 17 | 18 | 19 | 20 | 21 | 22 | 23 | 24 | 25 | 26 | 27 | 28 | 29 | 30 | 31 | 32 | 33 | 34 | 35 | 36 | 37 | 38 | 39 | 40 | 41 | 42 | 43 | 44 | 45 | 46 |
| --------- | -- | -- | -- | -- | -- | -- | -- | -- | -- | -- | -- | -- | -- | -- | -- | -- | -- | -- | -- | -- | -- | -- | -- | -- | -- | -- | -- | -- | -- | -- | -- | -- | -- | -- | -- | -- | -- | -- | -- | -- | -- | -- | -- | -- | -- | -- |
| Spelplats | B  | H  | H  | B  | H  | B  | B  | H  | B  | H  | H  | B  | B  | H  | B  | H  | H  | B  | H  | B  | H  | B  | H  | B  | B  | H  | H  | B  | H  | B  | H  | A  | A  | H  | H  | A  | H  | B  | B  | H  | B  | H  | H  | B  | B  | H  |
| Resultat  | F  | V  | F  | F  | V  | O  | V  | V  | F  | O  |    |    |    |    |    |    |    |    |    |    |    |    |    |    |    |    |    |    |    |    |    |    |    |    |    |    |    |    |    |    |    |    |    |    |    |    |
| Position  | 22 | 17 | 19 | 21 | 18 | 19 | 13 | 11 | 13 | 12 |    |    |    |    |    |    |    |    |    |    |    |    |    |    |    |    |    |    |    |    |    |    |    |    |    |    |    |    |    |    |    |    |    |    |    |    |

### The Championship
Leeds matchschema i Football League Championship säsongen 2014/2015.
| 1 9 aug 2014 | Millwall                       | 2 – 0  | Leeds United | South Bermondsey                                      |  |  |
| 15:00 BST    | Beevers 8′ Williams 88′ (str.) | Report |              | Arena: The Den Publik: 16,205 Domare: Oliver Langford |  |  |
|              |                                |        |              |                                                       |  |  |

| 2 16 aug 2014 | Leeds United  | 1 – 0  | Middlesbrough                       | Leeds                                                    |  |  |
| 12:15 BST     | Sharp 88′ 89' | Report | Ayala 28' Leadbitter 77' Friend 78' | Arena: Elland Road Publik: 24,484 Domare: Stuart Attwell |  |  |
|               |               |        |                                     |                                                          |  |  |

| 3 19 aug 2014 | Leeds United                                         | 0 – 2  | Brighton & Hove Albion           | Leeds                                                  |  |  |
| 19:45 BST     | Austin 3' Warnock 5' Murphy 50' Byram 67' Pearce 82' | Report | Teixeira 5′ LuaLua 83′ Holla 37' | Arena: Elland Road Publik: 21,429 Domare: James Adcock |  |  |
|               |                                                      |        |                                  |                                                        |  |  |

| 4 23 aug 2014 | Watford                                                            | 4 – 1  | Leeds United                                                    | Watford                                                     |  |  |
| 15:00 BST     | Forestieri 20′, 67′ Deeney 58′ (str.) Tőzsér 90+1′ 42' Angella 47' | Report | Tamaș 32′ (sjm.) Bellusci 56' Murphy 85' Austin 90' Byram 90+2' | Arena: Vicarage Road Publik: 15,674 Domare: James Linington |  |  |
|               |                                                                    |        |                                                                 |                                                             |  |  |

| 5 30 aug 2014 | Leeds United                       | 1 – 0  | Bolton Wanderers | Leeds                                                  |  |  |
| 15:00 BST     | Warnock 17′ Wootton 42' Pearce 58' | Report |                  | Arena: Elland Road Publik: 21,901 Domare: Simon Hooper |  |  |
|               |                                    |        |                  |                                                        |  |  |

| 6 13 sep 2014 | Birmingham City         | 1 – 1  | Leeds United | Birmingham                                              |  |  |
| 12:15 BST     | Thomas 37′ 82' Gray 87' | Report | Mowatt 76′   | Arena: St. Andrew's Publik: 15,266 Domare: Scott Duncan |  |  |
|               |                         |        |              |                                                         |  |  |

| 7 16 sep 2014 | AFC Bournemouth     | 1 – 3  | Leeds United                               | Bournemouth                                            |  |  |
| 19:45 BST     | Surman 6′ Arter 84' | Report | Doukara 67′ Bellusci 82′ 80' Antenucci 90′ | Arena: Dean Court Publik: 9,307 Domare: Brendan Malone |  |  |
|               |                     |        |                                            |                                                        |  |  |

| 8 20 sep 2014 | Leeds United                                                        | 3 – 0  | Huddersfield Town | Leeds                                               |  |  |
| 15:00 BST     | Austin 19′ Antenucci 45+1′ Doukara 69′ 70' Berardi 73' Bellusci 25' | Report | Lynch 90'         | Arena: Elland Road Publik: 29,131 Domare: Chris Foy |  |  |
|               |                                                                     |        |                   |                                                     |  |  |

| 9 27 sep 2014 | Brentford                              | 2 – 0  | Leeds United | Brentford                                                  |  |  |
| 15:00 BST     | Tarkowski 28' Jota 45+1′ McCormack 77′ | Report | Pearce 27'   | Arena: Griffin Park Publik: 10,886 Domare: Dean Whitestone |  |  |
|               |                                        |        |              |                                                            |  |  |

| 10 1 okt 2014 | Leeds United                        | 0 – 0  | Reading                           | Leeds                                                     |  |  |
| 19:45 BST     | Cooper 64' Bellusci 66' Doukara 70' | Report | Hector 19' Norwood 80' Pearce 90' | Arena: Elland Road Publik: 20,705 Domare: Tony Harrington |  |  |
|               |                                     |        |                                   |                                                           |  |  |

| 11 4 okt 2014 | Leeds United                           | 1 – 1  | Sheffield Wednesday                          | Leeds                                                  |  |  |
| 12:15 BST     | Bellusci 79′ 67' Berardi 66' Byram 71' | Report | Maguire 52′ 66' Nuhiu 41' Lee 72' Semedo 77' | Arena: Elland Road Publik: 24,094 Domare: James Adcock |  |  |
|               |                                        |        |                                              |                                                        |  |  |

| 12 17 okt 2014 | Rotherham United                                      | 2 – 1  | Leeds United                                                     | Rotherham                                                   |  |  |
| 19:45 BST      | Revell 57′ 73' Clarke-Harris 65′ 90' Frecklington 29' | Report | Antenucci 30′ Bianchi 51' Silvestri 73' Doukara 76' Adryan 90+3' | Arena: New York Stadium Publik: 11,350 Domare: Keith Stroud |  |  |
|                |                                                       |        |                                                                  |                                                             |  |  |

| 13 21 okt 2014 | Norwich City                       | 1 – 1  | Leeds United               | Norwich                                                    |  |  |
| 19:45 BST      | Martin 59′ Jerome 26' Lafferty 66' | Report | Doukara 63′ 72' Austin 44' | Arena: Carrow Road Publik: 26,565 Domare: Mark Clattenburg |  |  |
|                |                                    |        |                            |                                                            |  |  |

| 14 25 okt 2014 | Leeds United  | 1 – 2  | Wolverhampton Wanderers        | Leeds                                                |  |  |
| 15:00 BST      | Antenucci 18′ | Report | Henry 66′ Clarke 85′ Evans 76' | Arena: Elland Road Publik: 27,883 Domare: David Webb |  |  |
|                |               |        |                                |                                                      |  |  |

| 15 1 nov 2014 | Cardiff City                                  | 3 – 1  | Leeds United                          | Cardiff, Wales                                                  |  |  |
| 15:00 GMT     | Manga 60′ Macheda 67′ Jones 83′ 84' Ralls 51' | Report | Mowatt 77′ 49' Pearce 10' Berardi 27' | Arena: Cardiff City Stadium Publik: 24,220 Domare: Andy Woolmer |  |  |
|               |                                               |        |                                       |                                                                 |  |  |

| 16 4 nov 2014 | Leeds United                             | 2 – 2  | Charlton Athletic                                       | Leeds                                                      |  |  |
| 19:45 GMT     | Mowatt 49′, 67′ Bianchi 60' Bellusci 80' | Report | Berg Guðmundsson 62′, 81′ (str.) Buyens 29' Cousins 48' | Arena: Elland Road Publik: 18,698 Domare: Graham Salisbury |  |  |
|               |                                          |        |                                                         |                                                            |  |  |

| 17 8 nov 2014 | Leeds United                                 | 3 – 1  | Blackpool  | Leeds                                                    |  |  |
| 15:00 GMT     | Cooper 9′ Doukara 31′ Antenucci 42′ Cook 81' | Report | Ranger 75′ | Arena: Elland Road Publik: 23,846 Domare: Stuart Attwell |  |  |
|               |                                              |        |            |                                                          |  |  |

| 18 22 nov 2014 | Blackburn Rovers                             | 2 – 1  | Leeds United                         | Blackburn                                             |  |  |
| 15:00 GMT      | Rhodes 71′, 88′ (str.) Cairney 82' Duffy 44' | Report | Doukara 33′ Adryan 28' Warnock 90+6' | Arena: Ewood Park Publik: 21,432 Domare: Kevin Wright |  |  |
|                |                                              |        |                                      |                                                       |  |  |

| 19 29 nov 2014 | Leeds United                                                       | 2 – 0  | Derby County                                                  | Leeds                                                  |  |  |
| 15:00 GMT      | Antenucci 43′, 50′ Bianchi 14' Doukara 22' Cooper 27' Bellusci 75' | Report | Christie 17' Mascarell 35' Martin 54' Russell 63' Shotton 89' | Arena: Elland Road Publik: 26,028 Domare: Mick Russell |  |  |
|                |                                                                    |        |                                                               |                                                        |  |  |

| 20 6 dec 2014 | Ipswich Town                                                   | 4 – 1  | Leeds United                      | Ipswich                                              |  |  |
| 15:00 GMT     | Murphy 12′, 45+1′ McGoldrick 26′ (str.) Smith 48′ 54' Tabb 40' | Report | Antenucci 4′ Bianchi 61' Cook 88' | Arena: Portman Road Publik: 21,489 Domare: Mike Dean |  |  |
|               |                                                                |        |                                   |                                                      |  |  |

| 21 13 dec 2014 | Leeds United | 0 – 1  | Fulham        | Leeds                                                  |  |  |
| 15:00 GMT      | Mowatt 68'   | Report | Rodallega 60′ | Arena: Elland Road Publik: 27,264 Domare: Scott Duncan |  |  |
|                |              |        |               |                                                        |  |  |

| 22 20 dec 2014 | Nottingham Forest                                 | 1 – 1  | Leeds United               | Nottingham                                           |  |  |
| 17:15 GMT      | Fryatt 45+1′ Mancienne 23' Antonio 73' Lichaj 82' | Report | Sharp 54′ (str.) Byram 24' | Arena: City Ground Publik: 22,664 Domare: Roger East |  |  |
|                |                                                   |        |                            |                                                      |  |  |

| 23 26 dec 2014 | Leeds United | 0 – 2  | Wigan Athletic                    | Leeds                                                  |  |  |
| 15:00 GMT      | Bellusci 85' | Report | Cooper 11′ (sjm.) McClean 83′ 85' | Arena: Elland Road Publik: 28,375 Domare: Nigel Miller |  |  |
|                |              |        |                                   |                                                        |  |  |

| 24 30 dec 2014 | Derby County                             | 2 – 0  | Leeds United                                    | Derby                                                 |  |  |
| 19:45 GMT      | Mowatt 41′ (sjm.) Buxton 47′ Hendrick 1' | Report | Mowatt 31' Cooper 50' Bellusci 88' Austin 90+3' | Arena: Pride Park Publik: 31,690 Domare: Keith Stroud |  |  |
|                |                                          |        |                                                 |                                                       |  |  |

| 25 10 jan 2015 | Bolton Wanderers                              | 1 – 1  | Leeds United                    | Horwich                                                   |  |  |
| 15:00 GMT      | Guðjohnsen 48′ (str.) Trotter 14' Danns 90+1' | Report | Austin 3′ (str.) Bellusci 45+1' | Arena: Macron Stadium Publik: 18,844 Domare: Andy Woolmer |  |  |
|                |                                               |        |                                 |                                                           |  |  |

| 26 17 jan 2015 | Leeds United             | 1 – 1  | Birmingham City                                       | Leeds                                                     |  |  |
| 15:00 GMT      | Murphy 86′ Antenucci 44' | Report | Caddis 8′ (str.) Robinson 44' Shinnie 60' Žigić 90+3' | Arena: Elland Road Publik: 23,534 Domare: Dean Whitestone |  |  |
|                |                          |        |                                                       |                                                           |  |  |

| 27 20 jan 2015 | Leeds United                               | 1 – 0  | AFC Bournemouth            | Leeds                                                     |  |  |
| 19:45 GMT      | Murphy 36′ Cook 15' Byram 84' Bellusci 86' | Report | Francis 47' Kermorgant 87' | Arena: Elland Road Publik: 17,634 Domare: Oliver Langford |  |  |
|                |                                            |        |                            |                                                           |  |  |

| 28 31 jan 2015 | Huddersfield Town                  | 1 – 2  | Leeds United                                   | Huddersfield                                                 |  |  |
| 12:30 GMT      | Bunn 26′ Butterfield 41' Lynch 45' | Report | Byram 7′ Sharp 90′ 90' C.Taylor 35' Austin 45' | Arena: John Smith's Stadium Publik: 20,029 Domare: Chris Foy |  |  |
|                |                                    |        |                                                |                                                              |  |  |

| 29 7 feb 2015 | Leeds United                   | 0 – 1  | Brentford                                    | Leeds                                                      |  |  |
| 15:00 GMT     | Cooper 24' Austin 70' Cook 87' | Report | Pritchard 65′ Dean 11' Bidwell 82' Toral 90' | Arena: Elland Road Publik: 23,164 Domare: Graham Salisbury |  |  |
|               |                                |        |                                              |                                                            |  |  |

| 30 10 feb 2015 | Reading | 0 – 2  | Leeds United                           | Reading                                                     |  |  |
| 20:00 GMT      |         | Report | Murphy 63′ Byram 90′ 90+1' Wootton 59' | Arena: Madejski Stadium Publik: 18,124 Domare: Graham Scott |  |  |
|                |         |        |                                        |                                                             |  |  |

| 31 14 feb 2015 | Leeds United                       | 1 – 0  | Millwall                 | Leeds                                                  |  |  |
| 15:00 GMT      | Mowatt 39′ 76' Austin 45' Cook 84' | Report | Maierhofer 35' Ángel 47' | Arena: Elland Road Publik: 24,000 Domare: Paul Tierney |  |  |
|                |                                    |        |                          |                                                        |  |  |

| 32 21 feb 2015 | Middlesbrough | 0 – 1  | Leeds United                                  | Middlesbrough                                                  |  |  |
| 12:15 GMT      | Forshaw 80'   | Report | Mowatt 3′ Bellusci 23' Bamba 57' Cooper 90+5' | Arena: Riverside Stadium Publik: 25,531 Domare: Andre Marriner |  |  |
|                |               |        |                                               |                                                                |  |  |

| 33 24 feb 2015 | Brighton & Hove Albion                        | 2 – 0  | Leeds United | Brighton & Hove                                                              |  |  |
| 19:45 GMT      | Baldock 26′ Calderón 63′ Kayal 42' LuaLua 90' | Report | Austin 85'   | Arena: American Express Community Stadium Publik: 25,274 Domare: Fred Graham |  |  |
|                |                                               |        |              |                                                                              |  |  |

| 34 28 feb 2015 | Leeds United                 | 2 – 3  | Watford                                       | Leeds                                                 |  |  |
| 15:00 GMT      | Sharp 6′ Austin 19′ Cook 21' | Report | Deeney 39′ Vydra 56′, 80′ Watson 48' Abdi 87' | Arena: Elland Road Publik: 24,705 Domare: Andy Haines |  |  |
|                |                              |        |                                               |                                                       |  |  |

| 35 4 mar 2015 | Leeds United         | 2 – 1  | Ipswich Town                           | Leeds                                                |  |  |
| 19:45 GMT     | Mowatt 71′ Sharp 77′ | Report | Sears 74′ Murphy 84' Bru 66' Skuse 88' | Arena: Elland Road Publik: 19,730 Domare: Mark Brown |  |  |
|               |                      |        |                                        |                                                      |  |  |

| 36 7 mar 2015 | Wigan Athletic | 0 – 1  | Leeds United                                          | Wigan                                                     |  |  |
| 15:00 GMT     | Pearce 90+5'   | Report | Mowatt 51′ Murphy 39' Bamba 57' Sharp 68' Wootton 86' | Arena: DW Stadium Publik: 16,163 Domare: Geoff Eltringham |  |  |
|               |                |        |                                                       |                                                           |  |  |

| 37 14 mar 2015 | Leeds United                                   | 0 – 0  | Nottingham Forest | Leeds                                                |  |  |
| 15:00 GMT      | Bellusci 50' Morison 66' Mowatt 77' Murphy 85' | Report |                   | Arena: Elland Road Publik: 30,722 Domare: Keith Hill |  |  |
|                |                                                |        |                   |                                                      |  |  |

| 38 18 mar 2015 | Fulham           | 0 – 3  | Leeds United                                    | Fulham                                                      |  |  |
| 20:00 GMT      | Stafylidis , 52' | Report | Byram 40′ Bamba 48′ 87' Antenucci 88′ Sharp 46' | Arena: Craven Cottage Publik: 19,200 Domare: Chris Kavanagh |  |  |
|                |                  |        |                                                 |                                                             |  |  |

| 39 21 mar 2015 | Blackpool                           | 1 – 1  | Leeds United                           | Blackpool                                                  |  |  |
| 15:00 GMT      | Madine 44′ Cubero 61' Orlandi 90+2' | Report | Antenucci 62′ Byram 66' Bellusci 90+5' | Arena: Bloomfield Road Publik: 11,688 Domare: Scott Duncan |  |  |
|                |                                     |        |                                        |                                                            |  |  |

| 40 4 apr 2015 | Leeds United                                     | 0 – 3  | Blackburn Rovers                                            | Leeds                                                 |  |  |
| 15:00 BST     | Austin 39' Antenucci 68' Murphy 84' C.Taylor 88' | Report | Cairney 62′ Rhodes 69′ Spearing 80′ Henley 55' P.Taylor 77' | Arena: Elland Road Publik: 25,293 Domare: Gary Sutton |  |  |
|               |                                                  |        |                                                             |                                                       |  |  |

| 41 6 apr 2015 | Wolverhampton Wanderers                                        | 4 – 3  | Leeds United                                                            | Wolverhampton                                      |  |  |
| 17:15 BST     | Dicko 19′, 45+1′ Afobe 48′ Edwards 88′ Golbourne 37' Batth 39' | Report | C.Taylor 11′ Batth 65′ (sjm.) Mowatt 74′ Wootton 8' Byram 18' Bamba 55' | Arena: Molineux Publik: 25,169 Domare: David Coote |  |  |
|               |                                                                |        |                                                                         |                                                    |  |  |

| 42 11 apr 2015 | Leeds United                         | 1 – 2  | Cardiff City                                                | Leeds                                                    |  |  |
| 15:00 BST      | Phillips 17′ Bellusci 54' Mowatt 83' | Report | Morrison 14′ 45+1' Gunarsson 62′ 55' Peltier 36' Harris 85' | Arena: Elland Road Publik: 22,401 Domare: Chris Kavanagh |  |  |
|                |                                      |        |                                                             |                                                          |  |  |

| 43 14 apr 2015 | Leeds United | 0 – 2  | Norwich City                                                     | Leeds                                                |  |  |
| 19:45 BST      |              | Report | Howson 57′ Dorrans 31' 90+1′ Olsson 25' Tettey 37' Whittaker 63' | Arena: Elland Road Publik: 21,471 Domare: Mike Jones |  |  |
|                |              |        |                                                                  |                                                      |  |  |

| 44 18 apr 2015 | Charlton Athletic                           | 2 – 1  | Leeds United          | London                                                   |  |  |
| 15:00 BST      | Watt 75′ 76' Buyens 80′ (str.) Vetokele 59' | Report | Morison 40′ Sharp 36' | Arena: The Valley Publik: 18,053 Domare: Tony Harrington |  |  |
|                |                                             |        |                       |                                                          |  |  |

| 45 25 apr 2015 | Sheffield Wednesday                     | 1 – 2  | Leeds United                                  | Sheffield                                                |  |  |
| 12:30 BST      | Maguire 36′ (str.) Hélan 15' Semedo 60' | Report | C.Taylor 57′ Morison 72′ Bamba 35' Murphy 69' | Arena: Hillsborough Publik: 28,227 Domare: Robert Madley |  |  |
|                |                                         |        |                                               |                                                          |  |  |

| 46 2 maj 2015 | Leeds United | 0 – 0  | Rotherham United | Leeds                                                 |  |  |
| 12:15 BST     | Bamba 25'    | Report |                  | Arena: Elland Road Publik: 31,850 Domare: Andy D'Urso |  |  |
|               |              |        |                  |                                                       |  |  |

### FA-cupen
Leeds FA-cupmatcher under säsongen.
| 3:e omgången 4 jan 2014 | Sunderland      | 1 - 0   | Leeds United | Stadium of Light              |  |  |
| 16:00 (CET)             | van Aanholt 33′ | Rapport |              | Publik: 30 302 Domare: M Dean |  |  |
|                         |                 |         |              |                               |  |  |

### Försäsongens träningsmatcher
Leeds spelade samt inplanerade träningsmatcher inför den nya säsongen.
| 1:a matchen 19 jul 2012 | Guiseley AFC | 0 - 2   | Leeds United         | Guiseley, West Yorkshire                             |  |  |
| 18:00 (CET)             |              | Rapport | Pearce 86′ Smith 90′ | Arena: Nethermoor Park Publik: Domare: Adrian Holmes |  |  |
|                         |              |         |                      |                                                      |  |  |